# PiFast
PiFast er et closed source freeware værktøj, som blev specifikt designet til at udregne Pi (π). PiFast kan dog også udregne andre irrationale tal såsom e og kvadratrod af 2.
Programmet blev udviklet af Xavier Gourdan og var det hurtigste program til udregningerne af π for Microsoft Windows i 2003. Ifølge forfatteren kan det udregne 1 million decimaler på 3,5 sekunder på en 2.4 GHz Pentium 4.